# پل دیویس (بازیکن فوتبال، زاده ۱۹۶۱)
پل دیویس (انگلیسی: Paul Davis؛ زادهٔ ۹ دسامبر ۱۹۶۱) بازیکن فوتبال اهل بریتانیا است.
از باشگاه‌هایی که در آن بازی کرده‌است می‌توان به باشگاه فوتبال آرسنال و باشگاه فوتبال برنتفورد اشاره کرد.
وی همچنین در تیم‌های ملی فوتبال زیر ۲۱ سال انگلستان، Football League XI، و England national football B team بازی کرده‌است.